# Ямки (Челябинская область)
Я́мки — деревня в Еткульском районе Челябинской области России. Входит в состав Коелгинского сельского поселения.

## География
Деревня находится на востоке Челябинской области, в лесостепной зоне, на берегах реки Кулгушки (приток реки Сухарыш), на расстоянии 39 км (по прямой) к западу от села Еткуль, административного центра района. Абсолютная высота — 269 м над уровнем моря.

### Часовой пояс
Деревня Ямки, как и вся Челябинская область, находится в часовой зоне МСК+2. Смещение применяемого времени относительно UTC составляет +5:00.

## Население
| 2002 | 2010 |
| ---- | ---- |
| 105  | ↘74  |

Гендерный состав
По данным Всероссийской переписи населения 2010 года, в гендерной структуре населения мужчины составляли 54,1 %, женщины — 45,9 %.
Национальный состав
Согласно результатам переписи 2002 года, в национальной структуре населения русские составляли 89 %.

## Улицы
- Береговая,
- Заречная,
- Лесная,
- Новая,
- Центральная[6].